# Saleta Fernández
Saleta Fernández López (Monforte de Lemos, 15 de julio de 1997) es una exatleta española especializada en salto de altura.
En la actualidad posee el récord gallego de altura (1,90 m). El 7 de julio de 2018 ganó la medalla de oro en el Campeonato de España de Atletismo Sub-23, celebrado en Soria. El 31 de agosto de 2019 ganó la medalla de oro en el Campeonato de España de Atletismo absoluto, celebrado en La Nucía (Alicante).
Tras pasar por varios clubes, actualmente compite con el València Esports.

## Biografía

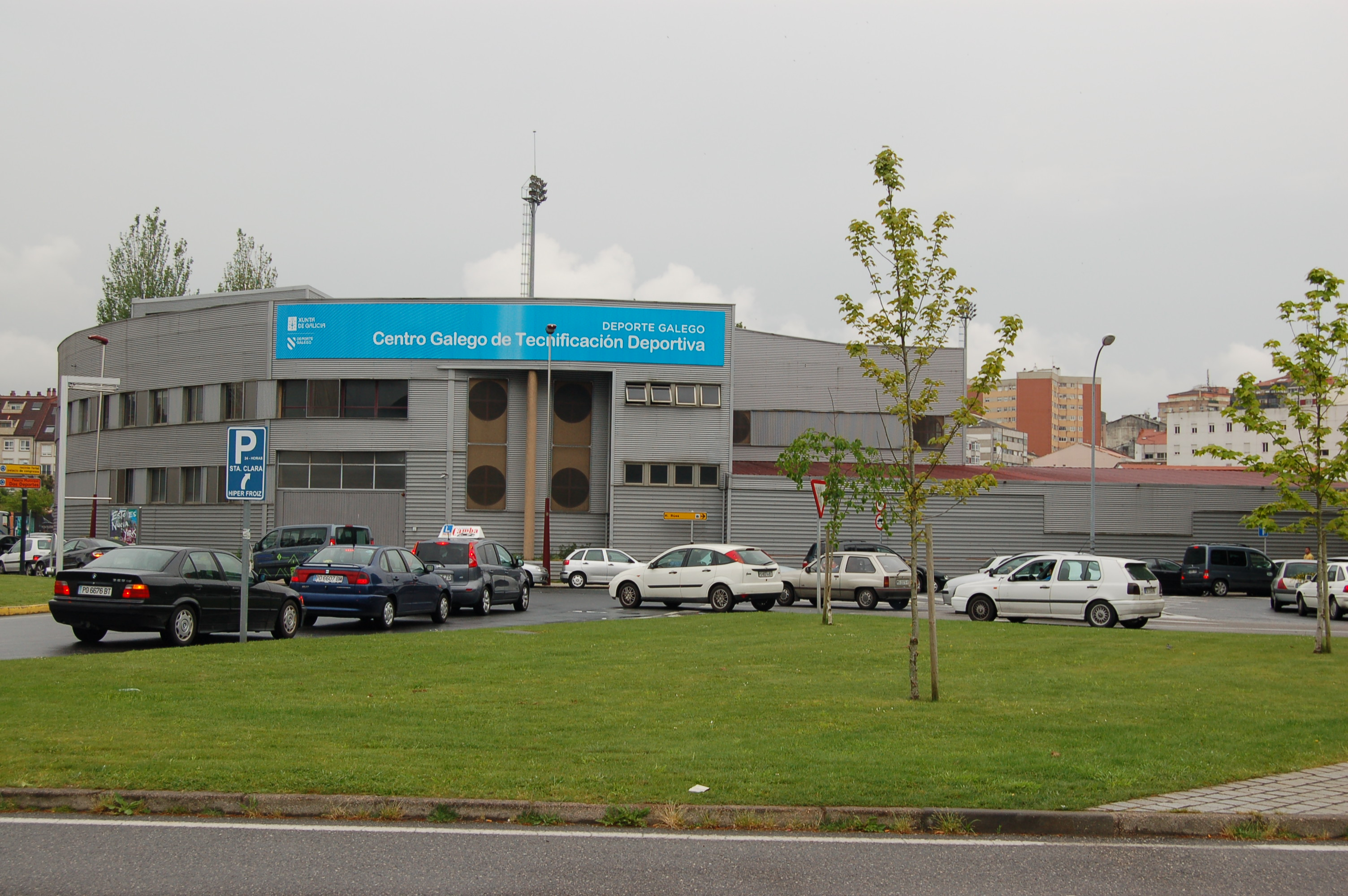
Centro Gallego de Tecnificación Deportiva de Pontevedra.

Saleta Fernández nació en Monforte de Lemos (Lugo) e hizo sus primeros estudios en el colegio de A Gándara de esta localidad, donde su profesor de Educación Física, Felipe Barata, apasionado del atletismo, consiguió crear durante años una gran afición por este deporte, participando en numerosas pruebas de Campo a Través e incluso instaurando una prueba propia "el Cross del Magosto" además de crear el club de atletismo A Gandara. A partir del año 2009 comenzó a ganar medallas, la primera en la categoría infantil a nivel gallego y, a continuación, ya empezó a ir a campeonatos nacionales.
A los 16 años se trasladó al Centro Gallego de Tecnificación Deportiva de Pontevedra, del Consejo Superior de Deportes de España, donde estudió el bachillerato Allí saltó 1,75 m. Pero debido a que en este centro no había un equipo de saltos y no entrenaba adecuadamente, por consejo de Ruth Beitia, a la que conoció en una concentración de la selección absoluta de España, se trasladó a Santander para entrenar con ella y con su entrenador Ramón Torralbo. La olímpica Beitia habló con los padres de Fernández y la acogió en su casa.
En junio de 2014 fue seleccionada para los Juegos Olímpicos de la Juventud. El presidente de la Federación Gallega de Atletismo, Isidoro Hornillos, al recibir la noticia, manifestó que «esta es una gran noticia para el atletismo gallego, y más en una disciplina técnica, en la que siempre resulta más complicado lograr buenos resultados. Como presidente de la federación, esta noticia me llena de orgullo». Según Hornillos, el futuro de esta deportista es muy esperanzador, ya que «es una mujer que tiene mucho talento, compite muy bien y, lo más importante, sabe controlar su estrés, lo que le permite responder en la alta competición. Podemos estar hablando de la que en el futuro puede ser la primera monfortina olímpica absoluta, porque apunta muy alto». Isidoro Hornillos felicitó públicamente a Saleta Fernández y tuvo palabras de agradecimiento para su antiguo club, A Gándara, en el que se forjó como atleta, y también a su segundo club, el Ría de Ferrol, y a todos los entrenadores que tuvo a lo largo de su carrera deportiva, y a su familia.
A pesar de estar aún en la categoría Sub-23, pensaba ir al Campeonato de Europa de Atletismo de 2018 de Berlín, pero no pudo participar porque la marca mínima requerida en el concurso de salto de altura era de 1,90 m, y su marca personal era de 1,86, aunque luego a la final de este concurso pasaron atletas con su marca.
Después de varias temporadas sin conseguir reeditar sus marcas anteriores, se retiró de la competición tras acabar cuarta en el Campeonato de España Short Track 2025.
Cursó estudios de mercadotecnia, publicidad y relaciones públicas en la Universidad de Cantabria.

## Mejores marcas
| Fecha                | Especialidad                     | Lugar     | Marca  |
| -------------------- | -------------------------------- | --------- | ------ |
| 31 de agosto de 2019 | Salto de altura (aire libre)     | La Nucía  | 1,90 m |
| 23 de enero de 2021  | Salto de altura (pista cubierta) | Santander | 1,86 m |

## Participaciones en campeonatos en 2019

### Aire libre
- 26 de mayo de 2019, 43.ª Copa de Europa de Clubes - Grupo A, Castellón, 1,79 m
- 29 de junio de 2019, XXXIV Campeonato de España Sub-23, Tarragona, 1,87 m
- 12 de julio de 2019, 12º Campeonato de Europa Sub-23, Gävle (SWE), 1,78 m
- 13 de julio de 2019, 12º Campeonato de Europa Sub-23, Gävle (SWE), 1,80 m
- 27 de julio de 2019, XLIV Campeonato de España de Federaciones Autonómicas, Pamplona, 1,85 m
- 11 de agosto de 2019, 8º Campeonato de Europa de Selecciones, Bydgoscz (POL), 1,80 m
- 31 de agosto de 2019, 99.º Campeonato de España de Atletismo absoluto, La Nucía, 1,90 m

### Pista cubierta
- 2 de febrero de 2019, 38º Cto. España de Clubes Femenino PC "COPA IBERDROLA", San Sebastián, 1,71 m

## Participaciones en campeonatos en 2018

### Aire libre
- 28 de abril de 2018, Campeonato de España de Atletismo (clubs), Valencia, 1,78 m
- 19 de mayo de 2018, Campeonato de España de Atletismo, (clubs), San Sebastián, 1,85 m
- 27 de mayo de 2018, Campeonato de Europa de Atletismo Sub-23, Birmingham, 1,76 m
- 2 de junio de 2018, Los Corrales de Buelna, 1,86 m
- 10 de junio de 2018, Juegos Mediterráneos Sub-23, Jesolo (Italia), 1,76 m
- 16 de junio de 2018, Campeonato de España de Atletismo (clubs), Castellón de la Plana, 1,78 m
- 7 de julio de 2018, Campeonato de España de Atletismo Sub-23, Soria, 1,86 m
- 21 de julio de 2018, Campeonato de España de Atletismo (clubs), Getafe, 1,71 m[10]

### Pista cubierta
- 14 de enero de 2018, San Sebastián, 1,76 m
- 27 de enero de 2018, Campeonato de España de Atletismo en pista cubierta (clubs), Valencia, 1,80 m
- 8 de febrero de 2018, Meeting de Atletismo en pista cubierta, Madrid, 1,75 m
- 11 de febrero de 2018, Campeonato de España de Atletismo Sub-23 en pista cubierta, Salamanca, 1,84 m
- 18 de febrero de 2018, Campeonato de España de Atletismo en pista cubierta, Valencia, 1,82 m[10]

## Progresión
Aire libre
| Año  | Lugar                  | Fecha                | Marca  |
| ---- | ---------------------- | -------------------- | ------ |
| 2019 | La Nucía               | 31 de agosto de 2019 | 1,90 m |
| 2018 | Los Corrales de Buelna | 2 de junio de 2018   | 1,86 m |
| 2017 | Barcelona              | 23 de julio de 2017  | 1,83 m |
| 2016 | Coslada                | 10 de julio de 2016  | 1,76 m |
| 2015 | Gijón                  | 22 de julio de 2015  | 1,73 m |
| 2014 | Bakú                   | 30 de mayo de 2014   | 1,77 m |
| 2013 | Utrecht                | 18 de julio de 2013  | 1,75 m |

Pista cubierta
| Año  | Lugar     | Fecha                 | Marca  |
| ---- | --------- | --------------------- | ------ |
| 2018 | Salamanca | 11 de febrero de 2018 | 1,84 m |
| 2017 | Salamanca | 19 de febrero de 2017 | 1,83 m |
| 2016 | Madrid    | 6 de marzo de 2016    | 1,83 m |
| 2015 | Valencia  | 8 de marzo de 2015    | 1,71 m |
| 2014 | La Coruña | 12 de enero de 2014   | 1,76 m |
| 2013 | La Coruña | 9 de febrero de 2013  | 1,67 m |

## Reconocimientos
El 2 de abril de 2018 Saleta Fernández fue recibida en el ayuntamiento de Monforte, antes de la Feria Medieval, para recibir de las manos del alcalde José Tomé una réplica del emblemático edificio de los Escolapios como reconocimiento a los méritos deportivos alcanzados; entre ellos el reciente Campeonato de España de salto de altura. El alcalde aprovechó la ocasión también para pedile que firmase en el libro de honor del consistorio y recordó que con el acuerdo alcanzado por unanimidad en el pleno anterior, las pistas de atletismo de A Pinguela llevarán su nombre, y que en breve se colocará una placa para tal fin. Saleta tuvo palabras de agradecimiento al Concejo, al club y a los familiares presentes en el acto por reconocer no solo los méritos y medallas que se alcanzan, sino también el trabajo y el esfuerzo que hay detrás de ellos. Asimismo agradeció que se pensase en ella para que las pistas lleven su nombre e indicó que aunque le parecía «excesivo» este mérito iba a estar muy orgullosa de este honor.
Efectivamente, los concejales del grupo de los no adscritos del concejo de Monforte propusieron que las pistas de atletismo de A Pinguela llevasen el nombre de Saleta Fernández. La propuesta salió adelante en el pleno con el voto favorable de todos los grupos municipales. Y el 7 de agosto de 2018 el alcalde, José Tomé, y la atleta monfortina descubrieron una placa en estas instalalciones deportivas, acompañados de familiares, amigos y miembros de la corporación. Saleta manifestó:

"Cuando me hablaron de la propuesta, la primera sorprendida fui yo, pero la verdad es que estoy muy orgullosa de este reconocimiento y de que las pistas lleven mi nombre".